# Фактор свёртывания крови VIII
Фактор свёртывания крови VIII (Антигемофильный глобулин) — белок ß—глобулин. Образует комплекс с фактором Виллебранда, который синтезируется в клетках эндотелия и печени. Играет важную роль в процессах свёртывания крови.

Схема свёртывания крови

При отсутствии данного фактора возникает гемофилия A.
Активируется по внутреннему пути с участием тромбина и ионов Ca2+ путём отщепления от фактора Виллебранда. Его специфическая деятельность направлена на протеолиз фактора X и протекает при обязательном участии фактора IX. Следует отметить, что активация фактора X получила название теназной реакции.
Следует особо подчеркнуть возможность «альтернативных» путей для процессов коагуляции. Так фактор внешней системы VIIа и тканевой тромбопластин также могут активировать фактор внутренней системы IX. Поэтому при недостатке факторов VIII или IX наблюдаются более тяжёлые кровотечения, чем при дефиците факторов XI или XII: в последнем случае фактор IX может активироваться фактором VIIа. В свою очередь фактор VII может активироваться продуктами расщепления фактора XI и фактором IXа внутренней системы.